# Barlovo
Barlovo (cyr. Барлово) – wieś w Serbii, w okręgu toplickim, w gminie Kuršumlija. W 2011 roku liczyła 151 mieszkańców.